# Inesu Emiko Takeoka
Inesu Emiko Takeoka (武岡 イネス 恵美子 Takeoka Inesu Emiko?,  nacido el 1 de mayo de 1971) es una exfutbolista japonesa que jugaba como delantero.
Takeoka jugó 3 veces y marcó 3 goles para la selección femenina de fútbol de Japón entre 1994 y 1995. Takeoka fue elegida para integrar la selección nacional de Japón para los Copa Mundial Femenina de Fútbol de 1995.

## Trayectoria

### Clubes
| Club                          | País  | Año         |
| ----------------------------- | ----- | ----------- |
| Nikko Securities Dream Ladies | Japón | ???? - 1998 |

### Selección nacional
| Selección | País  | Año         |
| --------- | ----- | ----------- |
| Absoluta  | Japón | 1994 - 1995 |

## Estadística de equipo nacional
| Selección femenina de fútbol de Japón | Selección femenina de fútbol de Japón | Selección femenina de fútbol de Japón |
| Año                                   | Partidos                              | Goles                                 |
| ------------------------------------- | ------------------------------------- | ------------------------------------- |
| 1994                                  | 1                                     | 0                                     |
| 1995                                  | 2                                     | 3                                     |
| Total                                 | 3                                     | 3                                     |